# كريستيان فريدريش هاينريش فيمر
كريستيان فريدريش هاينريش فيمر (بالألمانية: Friedrich Wimmer)‏ (و. 1803 – 1868 م) هو عالم نبات من مملكة بروسيا . ولد في فروتسواف .
وهو عضو في الأكاديمية الألمانية للعلوم ليوبولدينا .
توفي في فروتسواف .